# Rudra
| Obdař nás svou přízní, otče Marutů. kéž nám neodepřeš místo na slunci, kéž naše koňstvo hrdina ušetří, kéž se přerodíme ve svých potomcích. Blahodárnými léky, co rozdáváš, Rudro, zdraví uchovej mi po sto zim! Pryč od nás zaplaš nenávist a bázeň, strádání rozežeň na všechny strany. Všechny tvory, Rudro, předčíš velikostí, nejmocnější z mocných, bleskem ozbrojený, Za předěl strádání šťastně nás zaveď, odvracej veškeré útoky chorob. |
| Začátek rgvédského hymnu 2.33:s.90 |

Rudra, též Šiva, Šarva „lučištník“ či Pašupati „pán zvířat“, je védský bůh. Jedná se o hrozivé a ničitelské božstvo vládnoucí nemocem a katastrofám, zároveň však před nimi chránící a vládnoucí léčitelskou mocí. Pod svým eufemistickým jménem Šiva „vlídný, přátelský“ začal nabývat na důležitosti a v upanišadách nabývat na důležitosti a stal se jedním z nejdůležitějších hinduistických božstev.:s.90
Společně s Pršni zplodil Maruty, božstva bouře tvořící družinu hromovládného Indry, s těmi je někdy ztotožňována skupina božstev nazývaná Rudrové. V rgvédském hymnu 6.74 je vzýván v dvandvanu Sóma-Rudra.:s.75

## Etymologie
Tradičně je jméno vykládáno v souvislosti s bouří ze slova róditi „plakat, naříkat“ jako „křikloun“. Jaan Puhvel však považuje za pravděpodobnější význam „divoký“ v souvislosti s latinským rudis „hrubý, surový, divoký“. Upozorňuje na souvislost se slovem rodas nejasného významu, to může být vykládáno jako „země“, „nebe“ ale také „surový, nehotový stav“. Poslední jmenovaný význam může souviset s Rudrovou funkcí boha divočiny, chaosu či přírody předcházející kultuře. Tento výklad podporuje také fakt že Rudrova družka je nazývána Rodasí.
Jméno Šarva odvozené od šaru „šíp“ a šar- „ničit“ a později bylo také užíváno pro Šivu. Íránskou obdobou tohoto jména je Saurva, označují jednoho z daevů – démonů.

## Aitaréja bráhmana
V Aitaréja bráhmaně je vypravován mýtus o vzniku Rudry. Bůh stvořitel Pradžápati se v podobě jelena pokusil zmocnit své dcery která na sebe vzala podobu laně. Bohové, kteří to viděli, si přáli někoho kdo by jej potrestal, a tak shromáždili své nejstrašlivější podoby a dali tak vzniknout Rudrovi – Bhútapatimu „pánu bhútů – duchů“. Než potrestal Pradžápatiho dal si Rudra podmínku že se stane pánem dobytka a tak je znám též jako Pašupati „pán dobytka“.:s.38–39